# Палаванские языки
Язык (или языки) палавано распространены на острове Палаван в провинции Палаван, Филиппины.
Фактически речь идёт о трёх не до конца взаимопонимаемых языках, дробящихся на диалекты. Самоназвание носителей — «палаванские племена» (palawano).
Количество носителей известно приблизительно:
- палавано Брук-Пойнт: 14367 носителей (код ISO 639-3 plw)[2]
- Центральный палавано: 12000 носителей (код ISO 639-3 plc)[3]
- Юго-западный палавано: 12000 носителей (код ISO 639-3 plv)[4]

Значительная часть лексики палавано совпадает с лексикой следующих языков, некоторые из которых являются лишь дальними родственниками палаванского:
- батакский язык (код ISO 639-3 bya)[5]
- молбог (код ISO 639-3 pwm)[6]
- тагбанва (код ISO 639-3 tbw)[7]

Все палаванские языки распространены только на Филиппинах.